# والکوت، نورفک
والکوت (به انگلیسی: Walcott) یک روستا و محله مدنی در بریتانیا است که در North Norfolk واقع شده‌است. والکوت ۵۴۸ نفر جمعیت دارد.